# Xi Shi

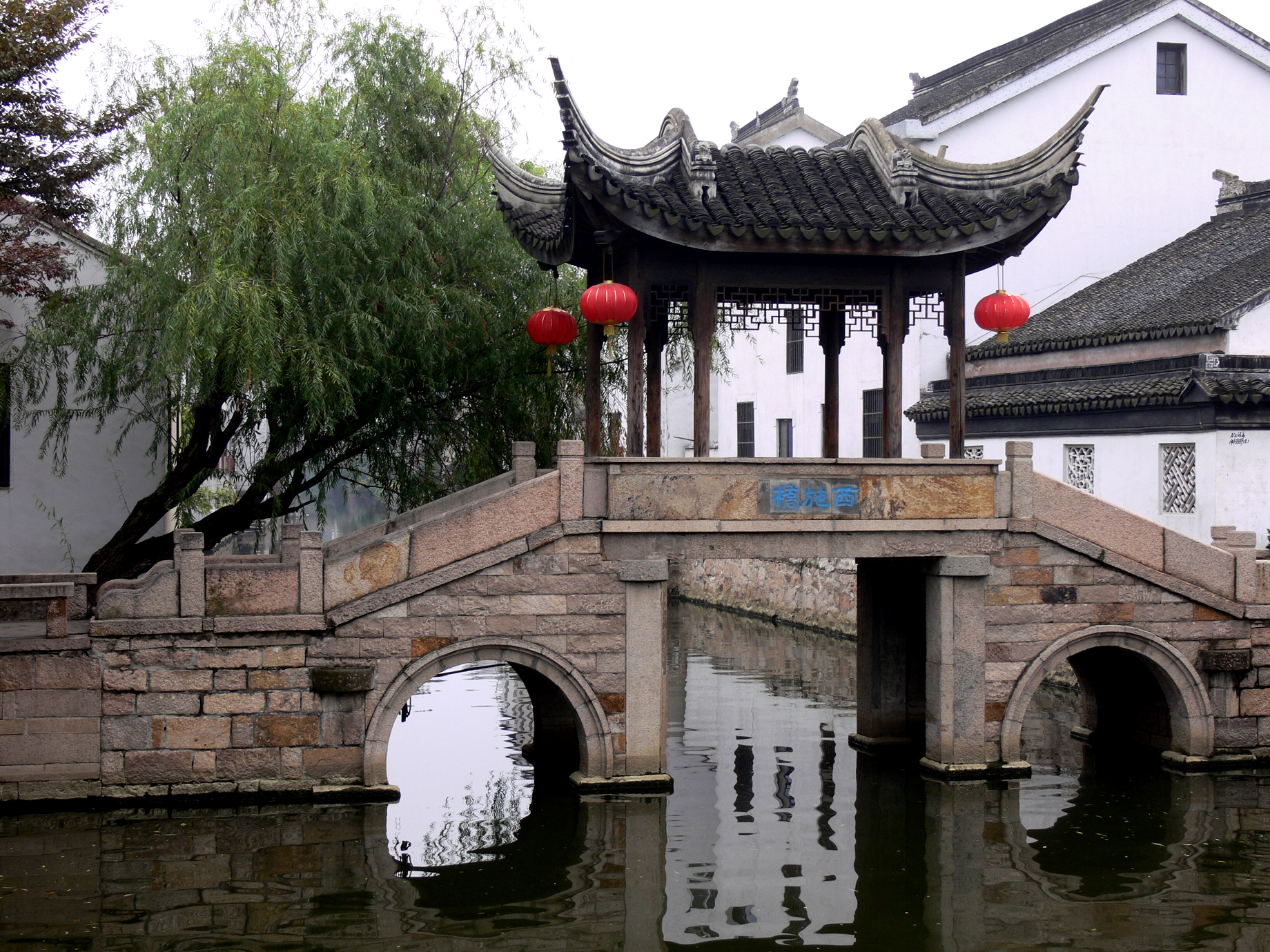
Pont Xi Shi en el poble de Mudu, Suzhou

Xi Shi (xinès tradicional i simplificat: 西施, pinyin: Xī Shī, vietnamita Tây Thi c. 506 aC – ?) va ser una de les famoses Quatre Belleses de l'antiga Xina. Es diu que va viure durant el final del període de Primaveres i Tardors en Zhuji, la capital de l'antic estat de Yue.
La bellesa de Xi Shi es deia que era tan extrema que quan s'inclinava des d'un balcó a mirar els peixos a l'estany, els peixos s'enlluernaven tant que s'oblidaven de nedar i s'enfonsaven a poc a poc lluny de la superfície. Aquesta descripció serveix com els dos primers caràcters de l'idioma xinès 沉魚落雁, 閉月羞花 (pinyin: chényú luòyàn, bìyuè xiūhuā), que es fa servir per a adular la bellesa d'algú.

## La història de Xi Shi
El rei Goujian de Yue, rei de l'estat de Yue, va ser una vegada empresonat després d'una derrota batallant contra el rei Fuchai de Wu, el rei de l'estat de Wu. L'estat de Yue, més tard, es convertí en tributari a Wu. Secretament planificant la seva venjança, el ministre de Goujian Wen Zhong suggerí entrenar dones belles i oferir-se-les a Fuchai com a tribut (sabent que Fuchai no podria resistir-se a les dones belles). El seu altre ministre, Fan Li, va trobar Xi Shi i Zheng Dan, i se les va donar a Fuchai en el 490 aEC.
Embruixat per la bellesa i amabilitat de Xi Shi i Zheng Dan, Fuchai es va oblidar per complet dels assumptes de l'estat i per la incitació d'aquestes, va matar el seu millor assessor, el gran general Wu Zixu. Fuchai, fins i tot, va construir el palau Guanwa ('palau de les Dones Boniques') en un parc imperial al vessant del turó Lingyan, a uns 15 quilòmetres a l'oest de Suzhou. La força de Wu disminuí, i en el 473 aC Goujian va llançar el seu atac i va situar l'exèrcit de Wu davant d'una derrota completa. El rei Fuchai es va lamentar de no haver escoltat Wu Zixu, i llavors es va suïcidar.
En la llegenda, després de la caiguda de Wu, Fan Li es va retirar del seu càrrec ministerial i va viure amb Xi Shi en una barca de pescar, errant com fades per la boira del llac Tai He, i ningú no els va veure ja més des de llavors. Açò és d'acord amb el Yue Jueshu《越绝书》de Yuan Kang. Altra versió, segons Mozi, és que finalment Xi Shi mor ofegada en el riu (西施之沈，其美也).

## Influència en la cultura
Ella és recordada pel temple Xi Shi, que es troba al peu del turó Zhu Lou a la part sud de la ciutat, a la vora del riu Huansha.
El llac Oest a Hangzhou es diu que és l'encarnació de Xi Shi, per la qual cosa també es diu llac Xizi, i Xizi és un altre nom de Xi Shi, que significa 'dama Xi'. En el seu conegut treball de poesia Song, Begudes al llac de l'Oest a través del Sol i la pluja (飲湖上初睛居雨), el famós erudit Su Dongpo va comparar la bellesa de Xi Shi a la del llac Oest.
Li Bai, de la dinastia Tang, va escriure un poema sobre Xi Shi.

### Cultura vietnamita
Els vietnamites coneixen Xi Shi com a Tay Thi, i els historiadors vietnamites es van apropiar de la història de Xi Shi, identificant l'estat de Yue i la seva gent com a vietnamites. Tay Thi és una heroïna cultural dels vietnamites, un exemple de femme fatale vietnamita usant la seva bellesa i poder sexual per a seduir i conquerir els xinesos, que els vietnamites identifiquen amb l'estat de Wu. El rei Fuchai de Wu és vist com un invasor xinès que ataca l'estat vietnamita de Yueh. Tay Thi es representa com una noia vietnamita de Yueh que sacrifica la seva virginitat per tenir sexe amb el rei xinès per corrompre'l i seduir-lo, la qual cosa permeté als exèrcits de Yueh de derrotar Wu. L'exèrcit de Yue va ser dirigit pel xicot vietnamita de Tay Thi, Pham Lai. D'acord amb versions diferents, el rei Fuchai no se suïcida i Tay Thi s'escapa, mai no es casa de nou, o Fuchai és mort per forces vietnamites, i Tay Thi s'escapa amb Pham Lai.

## Altres referències
Hi ha una altra figura molt coneguda d'origen desconegut, probablement fictícia i paròdica, de nom Dong Shi (東施). Dong significa 'est', contrastant amb el Xi de Xi Shi, que significa 'oest'. A part del seu nom, es deia que era exactament el contrari que Xi Shi, és a dir, molt lletja. Això, al seu torn, ha creat la dita "Dong Shi imita una arrufada de nas" (东施效颦) (Xi Shi, sent una nena malaltissa, sovint li feia mal el pit; es deia que la seva bellesa era més meravellosa quan feia una ganyota a causa del dolor, ja que tots els historiadors xinesos eren del sexe masculí i interpretaven la mirada del dolor femenina com una reminiscència, com el zenit o cim de la conquesta sexual masculina sobre el sexe dèbil), mentre que Dongshi, sent lletja i, per tant, no convidant cap pretendent, posava èmfasi en la seva pròpia lletjor mentre imitava la mirada de fragilitat sexual i sofriment de Xishi. La dita ha adquirit un significat que parla d'un va intent d'imitar a un altre només per emfasitzar les debilitats pròpies.
Un embarbussament que funciona millor en referències mandarines, XiShi: 西施死時四十四，四十四時西施死。(XīShī sǐ shí sì shí sì, sì shí sì shí XīShī sǐ.) Significa que 'Xishi morí als (l'edat dels) quaranta-quatre, als (l'edat) quaranta-quatre morí Xishi'.